# Harry Potter và Phòng chứa Bí mật (trò chơi điện tử)
Harry Potter và Phòng chứa Bí mật là một trò chơi video hành động phiêu lưu, dựa trên bộ phim cùng tên ra mắt năm 2002. Đây là trò chơi cuối cùng được phát hành bởi Game Boy Color ở Bắc Mỹ.